# Nixon (futebolista)
Nixon Darlanio Reis Cardoso, mais conhecido como Nixon (Juazeiro, 20 de julho de 1992), é um futebolista brasileiro que atua como atacante. Atualmente joga pelo Iguaçu.

## Carreira

### Porto
Revelado pelo C.A. Porto, Nixon passou mais de um ano na cidade de Caruaru. Do Ninho do Gavião, centro de treinamento do clube pernambucano, foi para o Ninho do Urubu.

### Flamengo
Nixon chegou ao Flamengo em 2009. Foi relacionado para a disputa da Copa São Paulo de Futebol Júnior de 2010.
Embora Nixon estivesse inscrito, não participou da Copa São Paulo de Futebol Júnior de 2011, quando a equipe rubro-negra foi campeã. Só no fim do primeiro turno do Carioca de Juniores de 2011 é que começou a ter oportunidades. Fez 18 gols em 14 jogos no estadual e terminou a temporada como artilheiro do time com 32 gols. Também disputou o Torneio Tirrenoe Sport na Itália.
Em 2012, com Joel Santana assistindo ao jogo, Nixon teve ótima participação e fez um gol na vitória sobre o Americano por 4 a 0, na Gávea. Foi relacionado pela primeira vez no profissional, por Dorival Júnior, para partida contra o Sport, pelo Campeonato Brasileiro. Nixon ficou concentrado, mas foi cortado da relação horas antes do jogo, pois a regra permitia apenas sete reservas. A estreia só ocorreu na derrota por 1 a 0 para a Ponte Preta, pelo Brasileiro. Marcou, de bicicleta, seu primeiro gol como profissional na última rodada do Brasileirão, contra o Botafogo.
Ganhou mais oportunidades com Dorival Júnior em 2013, atuando com a camisa 10 e como titular nas 6 primeiras rodadas do Campeonato Carioca, marcando 1 gol contra o Vasco da Gama. No entanto, voltou a se lesionar, no primeiro tempo da partida contra o Friburguense. Voltou a ser relacionado na derrota para o Botafogo, semifinal da Taça Guanabara de 2013. Estreou na Copa do Brasil entrando nos minutos finais da vitória de 1 a 0 sobre o Remo no Mangueirão. Seu terceiro gol como profissional aconteceu na última rodada da Taça Rio de 2013.
Terminou o ano como campeão da Copa do Brasil, em que jogou 5 vezes e fez um gol e uma assistência (para Marcelo Moreno). Ambas participações foram na vitória por 2 a 0 sobre o Asa, em Arapiraca, pela ida da terceira fase; seu tento foi o segundo. Foi considerado o melhor da partida pelo globoesporte.com, que lhe deu nota 7,5.
Em 2014, diante do Bangu, Nixon marcou dois gols que garantiram o empate por 2 a 2 em partida válida pelo Campeonato Carioca. O gol do título carioca, em final contra o Vasco, feito por Márcio Araújo em posição irregular, foi erroneamente atribuído na súmula para Nixon.
No Campeonato Brasileiro de 2014, contra o Figueirense, Nixon foi o herói ao marcar o gol da vitória, aos 47 minutos do segundo tempo. Contra a Chapecoense, marcou 2 gols (o segundo, de voleio) e entrou para a Seleção da Rodada do SporTV, com a segunda maior nota. A partir de então, Nixon passou a ser escalado como titular e destacou-se com boas situações, gols e passes, sendo peça importante do elenco no final de 2014. Acabou renovando com o Flamengo por quatro anos.
Com contrato renovado até 31 de dezembro de 2018, Nixon começou 2015 em alta. Após as lesões de Gabriel e Eduardo, voltou a ser titular e logo em sua primeira partida no Maracanã brilhou com uma assistência para o segundo gol de Marcelo Cirino, na goleada de 4–0 sobre o Barra Mansa. Nixon passou por uma cirurgia no dia 13 de março, para corrigir um problema de nascença no joelho esquerdo. A operação foi bem sucedida, mas não pode jogar em quase todo o Carioca e nas primeiras fases da Copa do Brasil. Sofreu uma ruptura do mesmo tendão em 8 de julho e só voltaria jogar no ano seguinte.

### América
Em julho de 2016, o América MG oficializou a chegada de Nixon, por empréstimo, até o fim de dezembro daquele ano. Nixon chegou no América sem jogar uma partida oficial desde 22 de fevereiro de 2015, quando o Flamengo empatou com o Madureira por 1 a 1, pelo Campeonato Carioca. Depois disso, o jogador passou por duas cirurgias no tendão patelar do joelho esquerdo e ficou em tratamento um ano.
Nixon encerrou sua passagem pelo Coelho, onde participou de 12 partidas, sem marcar nenhuma vez, na campanha que culminou com rebaixamento para a Série B do Brasileiro.

### Bragantino
No dia 11 de janeiro de 2017, Nixon foi anunciado pelo Bragantino pelo qual jogou o Campeonato Paulista e a Série D deste ano.

### ABC
Em julho de 2017, o ABC anunciou Nixon para reforçar o elenco alvinegro para a sequência do Campeonato Brasileiro da Série B.

### Kalmar
Em 5 de janeiro de 2018, Nixon foi emprestado do Flamengo à associação sueca Kalmar. Devido a uma lesão, ele perde o início da temporada. Mas o sucesso não se concretizou e o Kalmar não quis estender com ele após a temporada de 2018. No total, Nixon marcou 7 partidas e 0 gols pelo KFF na Allsvenskan 2018.

### Portuguesa
A Portuguesa-RJ anunciou em 28 de janeiro de 2020, a contratação de Nixon para disputar o restante do Campeonato Carioca.

### Mosta
Nixon ingressou no Mosta, clube maltês da Premier League, em 22 de agosto de 2020.

### Alashkert
O Alashkert, da Armênia, anunciou em 10 de setembro de 2021, a contratação de Nixon para a disputa inédita da UEFA Conference League.

### Juazeirense
Em 27 de fevereiro de 2022, o Juazeirense anunciou a contratação  de Nixon para temporada.

### Petrolina
O Petrolina anunciou Nixon como reforço para a Série A2 do Campeonato Pernambucano no final de 2022.

### Parnahyba
Em 16 de dezembro de 2022, o Parnahyba fechou a contratação de Nixon para temporada 2023 (Copa do Brasil, Série D do Brasileiro e Campeonato Piauiense). Fez sua estreia pelo novo clube no empate contra o Altos, em janeiro de 2023.
Pouco menos de dois meses depois, no dia 7 de fevereiro, com apenas quatro jogos disputados, Nixon foi desligado do elenco, sem marcar gols ou dar assistências.

### Iguaçu
Em 06 de Março de 2025 foi anunciado pela Associação Atlética Iguaçu para a disputa da Campeonato Paranaense de Futebol - Segunda Divisão de 2025 e também da Copa Paraná.

## Vida pessoal
Nixon tem inspiração para balançar as redes desde muito cedo, na própria casa, seu pai, também chamado Nixon, fez carreira no futebol profissional defendendo o Juazeiro, Poções, Bahia e Portuguesa de Desportos, mas terminou a carreira de forma precoce por causa de problemas físicos, com 28 anos.
O jogador é seguidor do protestantismo, sendo líder de um grupo evangélico em Vargem Grande-RJ.

## Estatísticas
Até 3 de novembro de 2017.

### Clubes
| Clube             | Temporada         | Campeonato nacional | Campeonato nacional | Campeonato nacional | Copa nacional[a] | Copa nacional[a] | Copa nacional[a] | Competições continentais[b] | Competições continentais[b] | Competições continentais[b] | Outros torneios[c] | Outros torneios[c] | Outros torneios[c] | Total | Total | Total   |
| Clube             | Temporada         | Jogos               | Gols                | Assist.             | Jogos            | Gols             | Assist.          | Jogos                       | Gols                        | Assist.                     | Jogos              | Gols               | Assist.            | Jogos | Gols  | Assist. |
| ----------------- | ----------------- | ------------------- | ------------------- | ------------------- | ---------------- | ---------------- | ---------------- | --------------------------- | --------------------------- | --------------------------- | ------------------ | ------------------ | ------------------ | ----- | ----- | ------- |
| Flamengo          | 2012              | 7                   | 1                   | 0                   | —                | —                | —                | —                           | —                           | —                           | —                  | —                  | —                  | 7     | 1     | 0       |
| Flamengo          | 2013              | 15                  | 1                   | 3                   | 5                | 1                | 1                | —                           | —                           | —                           | 11                 | 2                  | 1                  | 31    | 4     | 5       |
| Flamengo          | 2014              | 16                  | 6                   | 3                   | 4                | 0                | 1                | 1                           | 0                           | 0                           | 8                  | 3                  | 0                  | 29    | 9     | 4       |
| Flamengo          | 2015              | —                   | —                   | —                   | —                | —                | —                | —                           | —                           | —                           | 8                  | 0                  | 2                  | 8     | 0     | 2       |
| Flamengo          | 2016              | 0                   | 0                   | 0                   | 0                | 0                | 0                | —                           | —                           | —                           | —                  | —                  | —                  | 0     | 0     | 0       |
| Flamengo          | Total             | 38                  | 8                   | 6                   | 9                | 1                | 2                | 1                           | 0                           | 0                           | 27                 | 5                  | 3                  | 75    | 14    | 11      |
| América Mineiro   | 2016              | 11                  | 0                   | 0                   | 1                | 0                | 0                | —                           | —                           | —                           | —                  | —                  | —                  | 12    | 0     | 0       |
| América Mineiro   | Total             | 11                  | 0                   | 0                   | 1                | 0                | 0                | 0                           | 0                           | 0                           | 0                  | 0                  | 0                  | 12    | 0     | 0       |
| Red Bull Brasil   | 2017              | 0                   | 0                   | 0                   | 0                | 0                | 0                | —                           | —                           | —                           | 9                  | 1                  | 0                  | 9     | 1     | 0       |
| Red Bull Brasil   | Total             | 0                   | 0                   | 0                   | 0                | 0                | 0                | 0                           | 0                           | 0                           | 9                  | 1                  | 0                  | 9     | 1     | 0       |
| ABC               | 2017              | 3                   | 0                   | 0                   | 0                | 0                | 0                | 0                           | 0                           | 0                           | 1                  | 0                  | 0                  |       |       |         |
| Total na carreira | Total na carreira | 52                  | 8                   | 6                   | 10               | 1                | 2                | 1                           | 0                           | 0                           | 37                 | 6                  | 3                  | 96    | 15    | 11      |

- a. ^ Jogos da Copa do Brasil
- b. ^ Jogos da Copa Libertadores
- c. ^ Jogos do Campeonato Carioca, Troféu 125 anos de Uberlândia, Granada Cup e Super Series

|          | Data                    | Local                                                   | Resultado | Adversário          | Gols | Assist. | Competição                           |
| -------- | ----------------------- | ------------------------------------------------------- | --------- | ------------------- | ---- | ------- | ------------------------------------ |
| Flamengo |                         |                                                         |           |                     |      |         |                                      |
| 1.       | 5 de setembro de 2012   | Raulino de Oliveira, Volta Redonda, Brasil              | 0–1       | Ponte Preta         | 0    | 0       | Campeonato Brasileiro de 2012        |
| 2.       | 16 de setembro de 2012  | Nilton Santos, Rio de Janeiro, Brasil                   | 1–1       | Grêmio              | 0    | 0       | Campeonato Brasileiro de 2012        |
| 3.       | 30 de setembro de 2012  | Nilton Santos, Rio de Janeiro, Brasil                   | 0–1       | Fluminense          | 0    | 0       | Campeonato Brasileiro de 2012        |
| 4.       | 4 de outubro de 2012    | Nilton Santos, Rio de Janeiro, Brasil                   | 0–0       | Bahia               | 0    | 0       | Campeonato Brasileiro de 2012        |
| 5.       | 17 de outubro de 2012   | Canindé, Canindé, Brasil                                | 0–0       | Portuguesa          | 0    | 0       | Campeonato Brasileiro de 2012        |
| 6.       | 24 de novembro de 2012  | Nilton Santos, Rio de Janeiro, Brasil                   | 1–1       | Vasco da Gama       | 0    | 0       | Campeonato Brasileiro de 2012        |
| 7.       | 1 de dezembro de 2012   | Nilton Santos, Rio de Janeiro, Brasil                   | 2–2       | Botafogo            | 1    | 0       | Campeonato Brasileiro de 2012        |
| 8.       | 19 de janeiro de 2013   | Nilton Santos, Rio de Janeiro, Brasil                   | 2–0       | Quissamã            | 0    | 0       | Campeonato Carioca de 2013           |
| 9.       | 23 de janeiro de 2013   | Conselheiro Galvão, Rio de Janeiro, Brasil              | 1–1       | Madureira           | 0    | 0       | Campeonato Carioca de 2013           |
| 10.      | 27 de janeiro de 2013   | Moça Bonita, Rio de Janeiro, Brasil                     | 1–0       | Volta Redonda       | 0    | 0       | Campeonato Carioca de 2013           |
| 11.      | 31 de janeiro de 2013   | Nilton Santos, Rio de Janeiro, Brasil                   | 4–2       | Vasco da Gama       | 1    | 1       | Campeonato Carioca de 2013           |
| 12.      | 3 de fevereiro de 2013  | Nilton Santos, Rio de Janeiro, Brasil                   | 1–0       | Nova Iguaçu         | 0    | 0       | Campeonato Carioca de 2013           |
| 13.      | 6 de fevereiro de 2013  | Moacyrzão, Macaé, Brasil                                | 4–0       | Friburguense        | 0    | 0       | Campeonato Carioca de 2013           |
| 14.      | 23 de março de 2013     | Nilton Santos, Rio de Janeiro, Brasil                   | 0–0       | Boavista            | 0    | 0       | Campeonato Carioca de 2013           |
| 15.      | 27 de março de 2013     | Raulino de Oliveira, Volta Redonda, Brasil              | 2–1       | Bangu               | 0    | 0       | Campeonato Carioca de 2013           |
| 16.      | 31 de março de 2013     | Moça Bonita, Rio de Janeiro, Brasil                     | 1–2       | Audax Rio           | 0    | 0       | Campeonato Carioca de 2013           |
| 17.      | 3 de abril de 2013      | Mangueirão, Belém, Brasil                               | 1–0       | Remo                | 0    | 0       | Copa do Brasil de 2013               |
| 18.      | 20 de abril de 2013     | Moacyrzão, Macaé, Brasil                                | 3–1       | Macaé               | 1    | 0       | Campeonato Carioca de 2013           |
| 19.      | 1 de maio de 2013       | O Amigão, Campina Grande, Brasil                        | 2–1       | Campinense          | 0    | 0       | Copa do Brasil de 2013               |
| 20.      | 29 de junho de 2013     | Parque do Sabiá, Uberlândia, Brasil                     | 1–0       | São Paulo           | 0    | 0       | Troféu 125 anos de Uberlândia        |
| 21.      | 10 de julho de 2013     | Fumeirão, Arapiraca, Brasil                             | 2–0       | ASA                 | 1    | 1       | Copa do Brasil de 2013               |
| 22.      | 14 de julho de 2013     | Mané Garrincha, Brasília, Brasil                        | 1–0       | Vasco da Gama       | 0    | 0       | Campeonato Brasileiro de 2013        |
| 23.      | 17 de julho de 2013     | Raulino de Oliveira, Volta Redonda, Brasil              | 2–1       | ASA                 | 0    | 0       | Copa do Brasil de 2013               |
| 24.      | 21 de julho de 2013     | Centenário, Caxias do Sul, Brasil                       | 0–1       | Internacional       | 0    | 0       | Campeonato Brasileiro de 2013        |
| 25.      | 4 de agosto de 2013     | Mané Garrincha, Brasília, Brasil                        | 3–0       | Atlético Mineiro    | 1    | 1       | Campeonato Brasileiro de 2013        |
| 26.      | 7 de agosto de 2013     | Mané Garrincha, Brasília, Brasil                        | 1–1       | Portuguesa          | 0    | 0       | Campeonato Brasileiro de 2013        |
| 27.      | 11 de agosto de 2013    | Maracanã, Rio de Janeiro, Brasil                        | 3–2       | Fluminense          | 0    | 0       | Campeonato Brasileiro de 2013        |
| 28.      | 14 de agosto de 2013    | Serra Dourada, Goiânia, Brasil                          | 1–1       | Goiás               | 0    | 0       | Campeonato Brasileiro de 2013        |
| 29.      | 18 de agosto de 2013    | Mané Garrincha, Brasília, Brasil                        | 0–0       | São Paulo           | 0    | 0       | Campeonato Brasileiro de 2013        |
| 30.      | 24 de agosto de 2013    | Mané Garrincha, Brasília, Brasil                        | 0–1       | Grêmio              | 0    | 0       | Campeonato Brasileiro de 2013        |
| 31.      | 1 de setembro de 2013   | Pacaembu, São Paulo, Brasil                             | 0–4       | Corinthians         | 0    | 0       | Campeonato Brasileiro de 2013        |
| 32.      | 8 de setembro de 2013   | Mineirão, Belo Horizonte, Brasil                        | 0–1       | Cruzeiro            | 0    | 0       | Campeonato Brasileiro de 2013        |
| 33.      | 19 de setembro de 2013  | Maracanã, Rio de Janeiro, Brasil                        | 2–4       | Atlético Paranaense | 0    | 0       | Campeonato Brasileiro de 2013        |
| 34.      | 30 de outubro de 2013   | Serra Dourada, Goiânia, Brasil                          | 2–1       | Goiás               | 0    | 0       | Copa do Brasil de 2013               |
| 35.      | 9 de novembro de 2013   | Maracanã, Rio de Janeiro, Brasil                        | 1–1       | Goiás               | 0    | 0       | Campeonato Brasileiro de 2013        |
| 36.      | 17 de novembro de 2013  | Arena do Grêmio, Porto Alegre, Brasil                   | 1–2       | Grêmio              | 0    | 0       | Campeonato Brasileiro de 2013        |
| 37.      | 1 de dezembro de 2013   | Barradão, Salvador, Brasil                              | 2–4       | Vitória             | 0    | 1       | Campeonato Brasileiro de 2013        |
| 38.      | 7 de dezembro de 2013   | Maracanã, Rio de Janeiro, Brasil                        | 1–1       | Cruzeiro            | 0    | 1       | Campeonato Brasileiro de 2013        |
| 39.      | 19 de janeiro de 2014   | Maracanã, Rio de Janeiro, Brasil                        | 1–0       | Audax Rio           | 0    | 0       | Campeonato Carioca de 2014           |
| 40.      | 22 de janeiro de 2014   | Raulino de Oliveira, Volta Redonda, Brasil              | 1–0       | Volta Redonda       | 0    | 0       | Campeonato Carioca de 2014           |
| 41.      | 19 de fevereiro de 2014 | Maracanã, Rio de Janeiro, Brasil                        | 2–0       | Madureira           | 0    | 0       | Campeonato Carioca de 2014           |
| 42.      | 22 de fevereiro de 2014 | Raulino de Oliveira, Volta Redonda, Brasil              | 3–0       | Resende             | 0    | 0       | Campeonato Carioca de 2014           |
| 43.      | 5 de março de 2014      | Raulino de Oliveira, Volta Redonda, Brasil              | 2–0       | Bonsucesso          | 1    | 0       | Campeonato Carioca de 2014           |
| 44.      | 16 de março de 2014     | Raulino de Oliveira, Volta Redonda, Brasil              | 2–2       | Bangu               | 2    | 0       | Campeonato Carioca de 2014           |
| 45.      | 29 de março de 2014     | Maracanã, Rio de Janeiro, Brasil                        | 3–1       | Cabofriense         | 0    | 0       | Campeonato Carioca de 2014           |
| 46.      | 9 de abril de 2014      | Maracanã, Rio de Janeiro, Brasil                        | 2–3       | León                | 0    | 0       | Copa Libertadores da América de 2014 |
| 47.      | 13 de abril de 2014     | Maracanã, Rio de Janeiro, Brasil                        | 1–1       | Vasco da Gama       | 0    | 0       | Campeonato Carioca de 2014           |
| 48.      | 27 de abril de 2014     | Pacaembu, São Paulo, Brasil                             | 0–2       | Corinthians         | 0    | 0       | Campeonato Brasileiro de 2014        |
| 49.      | 4 de maio de 2014       | Maracanã, Rio de Janeiro, Brasil                        | 4–2       | Palmeiras           | 0    | 0       | Campeonato Brasileiro de 2014        |
| 50.      | 16 de julho de 2014     | Moacyrzão, Macaé, Brasil                                | 1–0       | Atlético Paranaense | 0    | 0       | Campeonato Brasileiro de 2014        |
| 51.      | 20 de julho de 2014     | Beira-Rio, Porto Alegre, Brasil                         | 0–4       | Internacional       | 0    | 0       | Campeonato Brasileiro de 2014        |
| 52.      | 20 de agosto de 2014    | Maracanã, Rio de Janeiro, Brasil                        | 2–1       | Atlético Mineiro    | 0    | 0       | Campeonato Brasileiro de 2014        |
| 53.      | 24 de agosto de 2014    | Heriberto Hülse, Criciúma, Brasil                       | 2–0       | Criciúma            | 0    | 0       | Campeonato Brasileiro de 2014        |
| 54.      | 27 de agosto de 2014    | Couto Pereira, Curitiba, Brasil                         | 0–3       | Coritiba            | 0    | 0       | Copa do Brasil de 2014               |
| 55.      | 8 de outubro de 2014    | Orlando Scarpelli, Florianópolis, Brasil                | 2–1       | Figueirense         | 1    | 0       | Campeonato Brasileiro de 2014        |
| 56.      | 15 de outubro de 2014   | Maracanã, Rio de Janeiro, Brasil                        | 1–0       | América             | 0    | 0       | Copa do Brasil de 2014               |
| 57.      | 19 de outubro de 2014   | Arena da Baixada, Curitiba, Brasil                      | 1–2       | Atlético Paranaense | 0    | 0       | Campeonato Brasileiro de 2014        |
| 58.      | 22 de outubro de 2014   | Maracanã, Rio de Janeiro, Brasil                        | 2–0       | Internacional       | 0    | 1       | Campeonato Brasileiro de 2014        |
| 59.      | 25 de outubro de 2014   | Vivaldo Lima, Manaus, Brasil                            | 1–2       | Botafogo            | 0    | 0       | Campeonato Brasileiro de 2014        |
| 60.      | 29 de outubro de 2014   | Maracanã, Rio de Janeiro, Brasil                        | 2–0       | Atlético Mineiro    | 0    | 0       | Copa do Brasil de 2014               |
| 61.      | 2 de novembro de 2014   | Maracanã, Rio de Janeiro, Brasil                        | 3–0       | Chapecoense         | 2    | 0       | Campeonato Brasileiro de 2014        |
| 62.      | 5 de novembro de 2014   | Mineirão, Belo Horizonte, Brasil                        | 4–1       | Atlético Mineiro    | 0    | 1       | Copa do Brasil de 2014               |
| 63.      | 9 de novembro de 2014   | Itaipava Arena Pernambuco, São Lourenço da Mata, Brasil | 2–2       | Sport               | 1    | 0       | Campeonato Brasileiro de 2014        |
| 64.      | 16 de novembro de 2014  | Maracanã, Rio de Janeiro, Brasil                        | 3–2       | Coritiba            | 1    | 1       | Campeonato Brasileiro de 2014        |
| 65.      | 19 de novembro de 2014  | Independência, Belo Horizonte, Brasil                   | 0–4       | Atlético Mineiro    | 0    | 0       | Campeonato Brasileiro de 2014        |
| 66.      | 23 de novembro de 2014  | Castelão, São Luís, Brasil                              | 1–1       | Criciúma            | 0    | 0       | Campeonato Brasileiro de 2014        |
| 67.      | 29 de novembro de 2014  | Vivaldo Lima, Manaus, Brasil                            | 4–0       | Vitória             | 1    | 1       | Campeonato Brasileiro de 2014        |
| 68.      | 18 de janeiro de 2015   | Mané Garrincha, Brasília, Brasil                        | 0–0       | Shakhtar Donetsk    | 0    | 0       | Granada Cup                          |
| 69.      | 21 de janeiro de 2015   | Vivaldo Lima, Manaus, Brasil                            | 1–0       | Vasco da Gama       | 0    | 0       | Super Series                         |
| 70.      | 25 de janeiro de 2015   | Vivaldo Lima, Manaus, Brasil                            | 1–0       | São Paulo           | 0    | 0       | Super Series                         |
| 71.      | 31 de janeiro de 2015   | Moacyrzão, Macaé, Brasil                                | 1–1       | Macaé               | 0    | 0       | Campeonato Carioca de 2015           |
| 72.      | 4 de fevereiro de 2015  | Maracanã, Rio de Janeiro, Brasil                        | 4–0       | Barra Mansa         | 0    | 1       | Campeonato Carioca de 2015           |
| 73.      | 7 de fevereiro de 2015  | Raulino de Oliveira, Volta Redonda, Brasil              | 2–1       | Resende             | 0    | 0       | Campeonato Carioca de 2015           |
| 74.      | 19 de fevereiro de 2015 | Maracanã, Rio de Janeiro, Brasil                        | 2–0       | Boavista            | 0    | 1       | Campeonato Carioca de 2015           |
| 75.      | 22 de fevereiro de 2015 | Raulino de Oliveira, Volta Redonda, Brasil              | 1–1       | Madureira           | 0    | 0       | Campeonato Carioca de 2015           |

## Títulos
Flamengo
- Copa do Brasil: 2013
- Campeonato Carioca: 2014
- Taça Guanabara: 2014
- Taça Rádio Globo 70 Anos: 2014
- Torneio Super Clássicos: 2013, 2014, 2015
- Torneio Super Series: 2015
- Troféu 125 anos de Uberlândia: 2013